# 2009-es Formula–1 monacói nagydíj
A monacói nagydíj volt a 2009-es Formula–1 világbajnokság hatodik futama, amelyet 2009. május 21. és május 24. között rendeztek meg a monacói városi pályán, Monte-Carlóban.

## Szabadedzések

### Első szabadedzés
A monacói nagydíj első szabadedzését május 21-én, csütörtökön tartották, közép-európai idő szerint 10:00 és 11:30 óra között. Az első helyen Rubens Barrichello végzett, Felipe Massát és Lewis Hamiltont megelőzve.

| Helyezés | Versenyző            | Csapat/Motor         | Elért idő | Különbség | Futott kör |
| -------- | -------------------- | -------------------- | --------- | --------- | ---------- |
| 1        | Rubens Barrichello   | Brawn-Mercedes       | 1:17.189  | –         | 25         |
| 2        | Felipe Massa         | Ferrari              | 1:17.499  | + 0.310   | 31         |
| 3        | Lewis Hamilton       | McLaren-Mercedes     | 1:17.578  | + 0.389   | 25         |
| 4        | Heikki Kovalainen    | McLaren-Mercedes     | 1:17.686  | + 0.497   | 29         |
| 5        | Kimi Räikkönen       | Ferrari              | 1:17.839  | + 0.650   | 30         |
| 6        | Nakadzsima Kazuki    | Williams-Toyota      | 1:18.000  | + 0.811   | 29         |
| 7        | Nico Rosberg         | Williams-Toyota      | 1:18.024  | + 0.835   | 27         |
| 8        | Jenson Button        | Brawn-Mercedes       | 1:18.080  | + 0.891   | 27         |
| 9        | Fernando Alonso      | Renault              | 1:18.283  | + 1.094   | 30         |
| 10       | Mark Webber          | Red Bull-Renault     | 1:18.348  | + 1.159   | 22         |
| 11       | Sébastien Buemi      | Toro Rosso-Ferrari   | 1:18.695  | + 1.506   | 36         |
| 12       | Nelson Piquet Jr.    | Renault              | 1:19.204  | + 2.015   | 36         |
| 13       | Sebastian Vettel     | Red Bull-Renault     | 1:19.233  | + 2.044   | 16         |
| 14       | Sébastien Bourdais   | Toro Rosso-Ferrari   | 1:19.255  | + 2.066   | 30         |
| 15       | Giancarlo Fisichella | Force India-Mercedes | 1:19.534  | + 2.345   | 27         |
| 16       | Robert Kubica        | BMW Sauber           | 1:19.560  | + 2.371   | 18         |
| 17       | Nick Heidfeld        | BMW Sauber           | 1:19.579  | + 2.390   | 22         |
| 18       | Adrian Sutil         | Force India-Mercedes | 1:19.411  | + 2.774   | 23         |
| 19       | Timo Glock           | Toyota               | 1:19.698  | + 2.509   | 23         |
| 20       | Jarno Trulli         | Toyota               | 1:19.831  | + 2.642   | 28         |

### Második szabadedzés
A monacói nagydíj második szabadedzését május 21-én, csütörtökön tartották, közép-európai idő szerint 14:00 és 15:30 óra között, amelyet Nico Rosberg nyert meg. A második helyet Lewis Hamilton szerezte meg, míg Rubens Barrichello harmadik lett.
| Helyezés | Versenyző            | Csapat/Motor         | Elért idő  | Különbség | Futott kör |
| -------- | -------------------- | -------------------- | ---------- | --------- | ---------- |
| 1        | Nico Rosberg         | Williams-Toyota      | 1:15.243   | –         | 45         |
| 2        | Lewis Hamilton       | McLaren-Mercedes     | 1:15.445   | + 0.202   | 35         |
| 3        | Rubens Barrichello   | Brawn-Mercedes       | 1:15.590   | + 0.347   | 41         |
| 4        | Jenson Button        | Brawn-Mercedes       | 1:15.774   | + 0.531   | 36         |
| 5        | Felipe Massa         | Ferrari              | 1:15.832   | + 0.589   | 42         |
| 6        | Sebastian Vettel     | Red Bull-Renault     | 1:15.847   | + 0.604   | 33         |
| 7        | Heikki Kovalainen    | McLaren-Mercedes     | 1:15.984   | + 0.741   | 45         |
| 8        | Kimi Räikkönen       | Ferrari              | 1:15.985   | + 0.742   | 43         |
| 9        | Nakadzsima Kazuki    | Williams-Toyota      | 1:16.260   | + 1.017   | 43         |
| 10       | Nelson Piquet Jr.    | Renault              | 1:16.286   | + 1.043   | 43         |
| 11       | Fernando Alonso      | Renault              | 1:16.552   | + 1.309   | 39         |
| 12       | Mark Webber          | Red Bull-Renault     | 1:16.579   | + 1.336   | 27         |
| 13       | Adrian Sutil         | Force India-Mercedes | 1:16.675   | + 1.432   | 38         |
| 14       | Jarno Trulli         | Toyota               | 1:16.915   | + 1.672   | 43         |
| 15       | Sébastien Buemi      | Toro Rosso-Ferrari   | 1:16.983   | + 1.740   | 48         |
| 16       | Sébastien Bourdais   | Toro Rosso-Ferrari   | 1:17.052   | + 1.809   | 48         |
| 17       | Nick Heidfeld        | BMW Sauber           | 1:17.109   | + 1.866   | 40         |
| 18       | Timo Glock           | Toyota               | 1:17.207   | + 1.964   | 45         |
| 19       | Giancarlo Fisichella | Force India-Mercedes | 1:17.504   | + 2.261   | 45         |
| 20       | Robert Kubica        | BMW Sauber           | idő nélkül |           | 2          |

### Harmadik szabadedzés
A monacói nagydíj harmadik szabadedzését május 23-án, szombaton tartották, közép-európai idő szerint 11:00 és 12:00 óra között. Az edzést Fernando Alonso nyerte meg, Jenson Button és Heikki Kovalainen előtt.
| Helyezés | Versenyző            | Csapat/Motor         | Elért idő | Különbség | Futott kör |
| -------- | -------------------- | -------------------- | --------- | --------- | ---------- |
| 1        | Fernando Alonso      | Renault              | 1:15.164  | –         | 24         |
| 2        | Jenson Button        | Brawn-Mercedes       | 1:15.233  | + 0.069   | 29         |
| 3        | Heikki Kovalainen    | McLaren-Mercedes     | 1:15.278  | + 0.114   | 24         |
| 4        | Rubens Barrichello   | Brawn-Mercedes       | 1:15.286  | + 0.122   | 26         |
| 5        | Felipe Massa         | Ferrari              | 1:15.293  | + 0.129   | 23         |
| 6        | Kimi Räikkönen       | Ferrari              | 1:15.382  | + 0.218   | 25         |
| 7        | Lewis Hamilton       | McLaren-Mercedes     | 1:15.389  | + 0.225   | 23         |
| 8        | Sebastian Vettel     | Red Bull-Renault     | 1:15.722  | + 0.558   | 23         |
| 9        | Nico Rosberg         | Williams-Toyota      | 1:15.758  | + 0.594   | 23         |
| 10       | Mark Webber          | Red Bull-Renault     | 1:15.985  | + 0.821   | 24         |
| 11       | Nakadzsima Kazuki    | Williams-Toyota      | 1:16.103  | + 0.939   | 22         |
| 12       | Adrian Sutil         | Force India-Mercedes | 1:16.228  | + 1.064   | 20         |
| 13       | Sébastien Bourdais   | Toro Rosso-Ferrari   | 1:16.301  | + 1.137   | 23         |
| 14       | Giancarlo Fisichella | Force India-Mercedes | 1:16.317  | + 1.153   | 29         |
| 15       | Nelson Piquet Jr.    | Renault              | 1:16.382  | + 1.218   | 27         |
| 16       | Sébastien Buemi      | Toro Rosso-Ferrari   | 1:16.432  | + 1.268   | 22         |
| 17       | Timo Glock           | Toyota               | 1:16.527  | + 1.363   | 29         |
| 18       | Robert Kubica        | BMW Sauber           | 1:16.599  | + 1.435   | 26         |
| 19       | Nick Heidfeld        | BMW Sauber           | 1:16.661  | + 1.497   | 22         |
| 20       | Jarno Trulli         | Toyota               | 1:16.810  | + 1.646   | 26         |

## Időmérő edzés
A monacói nagydíj időmérő edzését május 23-án, szombaton tartották, közép-európai idő szerint 14:00 órakor. Az első helyet Jenson Button szerezte meg Kimi Räikkönen és Rubens Barrichello előtt.

### Az edzés végeredménye
| Helyezés | Versenyző            | Csapat/Motor         | 1. rész  | 2. rész  | 3. rész  |
| -------- | -------------------- | -------------------- | -------- | -------- | -------- |
| 1        | Jenson Button        | Brawn-Mercedes       | 1:15.210 | 1:15.016 | 1:14.902 |
| 2        | Kimi Räikkönen       | Ferrari              | 1:15.746 | 1:14.514 | 1:14.927 |
| 3        | Rubens Barrichello   | Brawn-Mercedes       | 1:15.425 | 1:14.829 | 1:15.077 |
| 4        | Sebastian Vettel     | Red Bull-Renault     | 1:15.915 | 1:14.879 | 1:15.271 |
| 5        | Felipe Massa         | Ferrari              | 1:15.340 | 1:15.001 | 1:15.437 |
| 6        | Nico Rosberg         | Williams-Toyota      | 1:15.094 | 1:14.846 | 1:15.455 |
| 7        | Heikki Kovalainen    | McLaren-Mercedes     | 1:15.495 | 1:14.809 | 1:15.516 |
| 8        | Mark Webber          | Red Bull-Renault     | 1:15.260 | 1:14.825 | 1:15.653 |
| 9        | Fernando Alonso      | Renault              | 1:15.898 | 1:15.200 | 1:16.009 |
| 10       | Nakadzsima Kazuki    | Williams-Toyota      | 1:15.930 | 1:15.579 | 1:17.344 |
| 11       | Sébastien Buemi      | Toro Rosso-Ferrari   | 1:15.834 | 1:15.833 |          |
| 12       | Nelson Piquet Jr.    | Renault              | 1:16.013 | 1:15.837 |          |
| 13       | Giancarlo Fisichella | Force India-Mercedes | 1:16.063 | 1:16.146 |          |
| 14       | Sébastien Bourdais   | Toro Rosso-Ferrari   | 1:16.120 | 1:16.281 |          |
| 15       | Adrian Sutil         | Force India-Mercedes | 1:16.248 | 1:16.545 |          |
| 16       | Nick Heidfeld        | BMW Sauber           | 1:16.264 |          |          |
| 17       | Robert Kubica        | BMW Sauber           | 1:16.405 |          |          |
| 18       | Jarno Trulli         | Toyota               | 1:16.548 |          |          |
| 19       | Timo Glock           | Toyota               | 1:16.788 |          |          |
| 20       | Lewis Hamilton*      | McLaren-Mercedes     | 1:16.264 |          |          |

* Lewis Hamilton öthelyes rajtbüntetést kapott váltócsere miatt.

## Futam
A monacói nagydíj futama május 24-én, vasárnap, közép-európai idő szerint 14:00 órakor rajtolt.
| Helyezés | Rajtszám | Versenyző            | Csapat/Motor         | Futott kör | Idő/Kiesés oka | Rajthely | Pont |
| -------- | -------- | -------------------- | -------------------- | ---------- | -------------- | -------- | ---- |
| 1        | 22       | Jenson Button        | Brawn-Mercedes       | 78         | 1:40:44.282    | 1        | 10   |
| 2        | 23       | Rubens Barrichello   | Brawn-Mercedes       | 78         | + 7.666        | 3        | 8    |
| 3        | 4‡       | Kimi Räikkönen       | Ferrari              | 78         | + 13.442       | 2        | 6    |
| 4        | 3‡       | Felipe Massa         | Ferrari              | 78         | + 15.110       | 5        | 5    |
| 5        | 14       | Mark Webber          | Red Bull-Renault     | 78         | + 15.730       | 8        | 4    |
| 6        | 16       | Nico Rosberg         | Williams-Toyota      | 78         | + 33.586       | 6        | 3    |
| 7        | 7        | Fernando Alonso      | Renault              | 78         | + 38.839       | 9        | 2    |
| 8        | 11       | Sébastien Bourdais   | Toro Rosso-Ferrari   | 78         | + 1:03.142     | 14       | 1    |
| 9        | 21       | Giancarlo Fisichella | Force India-Mercedes | 78         | + 1:05.040     | 13       |      |
| 10       | 10       | Timo Glock           | Toyota               | 77         | + 1 kör        | 20       |      |
| 11       | 6        | Nick Heidfeld        | BMW Sauber           | 77         | + 1 kör        | 16       |      |
| 12       | 1‡       | Lewis Hamilton       | McLaren-Mercedes     | 77         | + 1 kör        | 19       |      |
| 13       | 9        | Jarno Trulli         | Toyota               | 77         | + 1 kör        | 18       |      |
| 14       | 20       | Adrian Sutil         | Force India-Mercedes | 77         | + 1 kör        | 15       |      |
| 15       | 17       | Nakadzsima Kazuki    | Williams-Toyota      | 76         | Ütközés        | 10       |      |
| Ki       | 2‡       | Heikki Kovalainen    | McLaren-Mercedes     | 51         | Ütközés        | 7        |      |
| Ki       | 5        | Robert Kubica        | BMW Sauber           | 28         | Fékhiba        | 17       |      |
| Ki       | 15       | Sebastian Vettel     | Red Bull-Renault     | 15         | Ütközés        | 4        |      |
| Ki       | 8        | Nelson Angelo Piquet | Renault              | 10         | Ütközés        | 12       |      |
| Ki       | 12       | Sébastien Buemi      | Toro Rosso-Ferrari   | 10         | Ütközés        | 11       |      |

* A ‡-tel jelzett autók használták a KERS-t.

## A világbajnokság állása a verseny után
| H   | Versenyzők         | Pont | H   | Konstruktőrök        | Pont |
| --- | ------------------ | ---- | --- | -------------------- | ---- |
| 1.  | Jenson Button      | 51   | 1.  | Brawn-Mercedes       | 86   |
| 2.  | Rubens Barrichello | 35   | 2.  | Red Bull-Renault     | 42,5 |
| 3.  | Sebastian Vettel   | 23   | 3.  | Toyota               | 26,5 |
| 4.  | Mark Webber        | 19,5 | 4.  | Ferrari              | 17   |
| 5.  | Jarno Trulli       | 14,5 | 5.  | McLaren-Mercedes     | 13   |
| 6.  | Timo Glock         | 12   | 6.  | Renault              | 11   |
| 7.  | Fernando Alonso    | 11   | 7.  | Williams-Toyota      | 7,5  |
| 8.  | Kimi Räikkönen     | 9    | 8.  | BMW Sauber           | 6    |
| 9.  | Lewis Hamilton     | 9    | 9.  | Toro Rosso-Ferrari   | 5    |
| 10. | Felipe Massa       | 8    | 10. | Force India-Mercedes | 0    |

## Statisztikák
Vezető helyen:
- Jenson Button: 77 (1-51 / 53-78)
- Kimi Räikkönen: 1 (52)

Jenson Button 6. győzelme, 7. pole-pozíciója, Felipe Massa 12. leggyorsabb köre.
- Brawn 5. győzelme.

## Érdekesség
- Button a Brawn - Mercedes pilótája ért be az első helyen, de rossz helyen parkolt le a gépével ezért futva tette meg a távot a díjkiosztóig. Ott várta már az uralkodó(II.Albert) és a két másik pilóta is.